# Spacehab Module

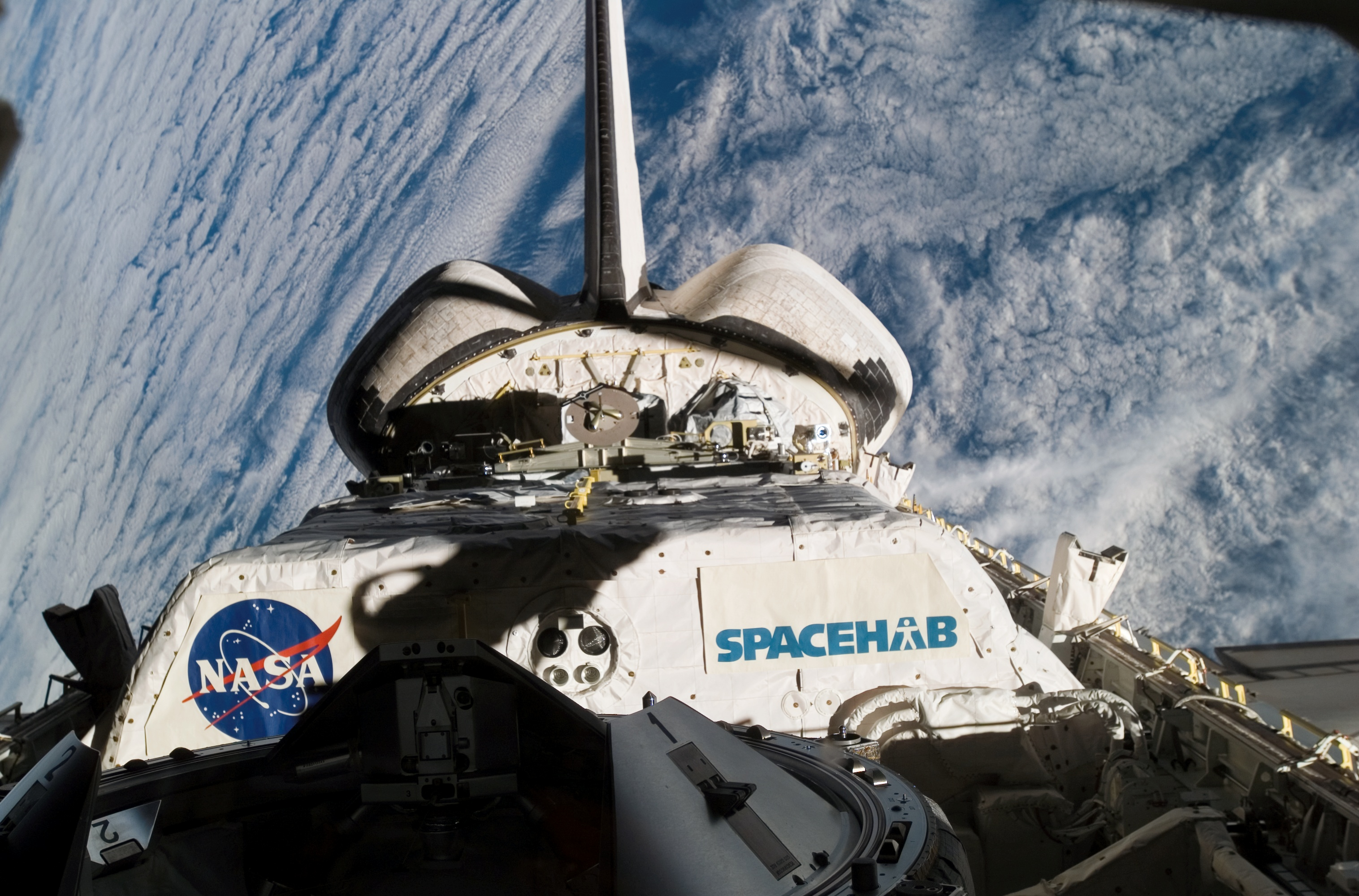
SPACEHAB trên tàu con thoi Endeavour

Công ty Spacehab của Mỹ đã tạo ra một module điều áp có vai trò là một phòng thí nghiệm và lưu trữ trên không gian. Các module này, gọi là module hậu cần SPACEHAB, được chở bên trong khoang hàng hóa của các tàu con thoi trong các sứ mệnh lên không gian.
SPACEHAB giúp tăng khả năng thực hiện các thí nghiệm trên không gian của các sứ mệnh tàu con thoi với việc cung cấp thêm không gian điều áp cho các phi hành gia cũng như các chỗ chứa cho các dụng cụ và thiết bị để thực hiện các nghiên cứu khoa học. Các vị trí trong khoang tàu con thoi chỉ có thể cung cấp số lượng hạn chế vị trí chứa và hỗ trợ các thí nghiệm khoa học.
SPACEHAB được làm chủ yếu bằng nhôm và được nối với khoang tàu bằng một đường hầm. Module này có chứa các hệ thống cần thiết cho sự sống như lưu thông khí, ánh sáng và điện năng. Sau khi tàu con thoi đi vào quỹ đạo, SPACEHAB được khởi động để các phi hành gia có thể bắt đầu thực hiện các thí nghiệm. Phi hành đoàn của tàu con thoi có các nhiệm vụ như khởi động và ngưng hoạt động, theo dõi và bảo dưỡng tại chỗ các hệ thống phụ trên module. Nó cũng được dùng để chở đồ tiếp tế cho trạm không gian quốc tế.
SPACEHAB có thể hỗ trợ cho 2 phi hành gia. Một phi hành gia thứ 3 cũng có thể đồng thời làm việc bên trong module trong khoảng thời gian ngắn nhưng khả năng lưu thông không khí sẽ giảm đi.
Có hai loại module SPACEHAB: Spacehab Logistic Single Module và Spacehab Logistic Double Module.

## Spacehab Logistic Single Module
Viết tắt là LSM, tạm dịch là module hậu cần đơn của Spacehab. Nó có thể chứa một thể tích tương đương với 118 két trên các vách ngăn, các giá đôi và giá Maximum Envelope Stowage System (MESS). Các giá MESS có thể chứa các món đồ ngoại cỡ. Với khả năng chứa tới 2.100 kg tải trọng, LSM có thể chứa vô số hàng hóa cũng như thiết bị nghiên cứu. Các hàng hóa mà Spacehab kết hợp vào LSM gồm các túi chuyên chở hàng hóa chứa thức ăn, các đồ dùng cá nhân, quần áo, thiết bị vận hành trạm và dụng cụ nghiên cứu.

## Spacehab Logistic Double Module
Viết tắt là LDM, nó được mang lên quỹ đạo trong các sứ mệnh STS-96, STS-101, STS-106. Thiết kế của module kép này gồm 2 Logistic Single Module được ghép lại với nhau. SPACEHAB LDM giúp tăng sức chở hàng hóa của tàu con thoi thêm 4536 kg với khả năng hỗ trợ cho các loại hàng hóa cần được cung cấp điện. Trên module này có tới 61 vị trí két đựng gắn trên vách ngăn và vị trí chứa đồ dưới sàn dành cho các món đồ lớn đặc biệt.